# 君在遠方
《君在遠方》（韓語：님은 먼곳에），是一部2008年上映的韓國電影。由《王的男人》李濬益導演執導，有別於導演先前的《黃山伐》、《王的男人》，此部是以女性為主角，以韓國參與越南戰爭時代下的傷痛和愛情為主題。往返韓國、泰國兩地耗時5個月拍攝，除了戰爭畫面之外，還充滿許多歌唱的畫面。

## 劇情介紹
順伊和婆婆住在鄉下，平時就是唱歌給村裡的大嬸們聽。婆婆經常在催促順伊早點生小孩，順伊不得已每個月都去軍營找丈夫，但是得到的都是冷漠回應。尚吉最後不留一句話就無情地離開，前往越南戰場。婆婆將順伊趕出去，讓她馬上把尚吉找回來。順伊偶然認識越南戰爭的慰問公演團團長正萬，便以Sunny為藝名隨公演團前往越南......

## 演員陣容
- 秀　愛 飾 順伊
- 鄭進永 飾 正萬
- 鄭敬淏 飾 永德
- 朱鎮模
- 申玹卓
- 朴胤鎬
- 李珠實
- 池一株

### 特別出演
- 嚴泰雄 飾 尚吉
- 申正根 飾 陸軍中校
- 趙美玲

## 外部連結
- NAVER電影（页面存档备份，存于）
- 互联网电影数据库（IMDb）上《君在遠方》的资料（英文）